# 상운초등학교 (강원)
상운초등학교는 대한민국 강원특별자치도 양양군 손양면 상운리 344에 있었던 공립 초등학교이다.

## 연혁
- 1952년 6월 1일 손양국민학교 상운분교장 개교(3학급)
- 1953년 12월 31일 상운국민학교 승격
- 1954년 2월 13일 4학급 편성
- 1955년 4월 1일 6학급 편성
- 1996년 3월 1일 상운초등학교 개칭
- 1999년 9월 1일 폐교